# Kochka
Kochka (née Dominique Lancelot le 11 février 1964 au Liban) est une écrivaine de littérature jeunesse française. 

## Biographie
Kochka est née en 1964 au Liban d'un père français et d'une mère Libanaise. En 1976, face à la guerre qui éclate au Liban, la famille s'exile et rejoint la France. Kochka étudie en France. En 1989, elle devient avocate. Elle a cinq enfants. En 1997, elle quitte son métier d'avocate et commence à écrire pour la littérature de jeunesse.
En 2016, elle a publié plus de cinquante albums pour enfants.  Elle vit près du Mans. Pour les ados, elle aborde les questions comme l'autisme, l'anorexie, la guerre, l’égalité entre les femmes et les hommes.

## Publications
- Brelin de la lune, 2000
- L'Enfant qui caressait les cheveux, éditions Grasset, collection Lampe de Poche, 2002
- Au clair de la Louna, édition Thierry Magnier, collection Roman, 2002
- Citron, fraise et chocolat, édition Thierry Magnier, collection Roman 2003
- La Fille aux cheveux courts, édition Thierry Magnier, collection Roman 2003
- Maigre Maya, éditions Grasset, collection Lampe de Poche, 2004
- Le Plus Grand Matin du monde, édition Thierry Magnier, collection Roman, 2006
- Tête de pioche, édition Flammarion, collection Castor Poche, 2006
- Najwa, ou la Mauvaise Réputation, éditions Grasset, collection Lampe de poche, 2007
- Avec tout mon amour, édition Nathan, collection nathan poche, 2008
- Les Contes de la petite chèvre-fille, collection Nathan poche, 2009
- Ayouna et les Ailes de la liberté, éditions Grasset, collection Lampe de poche, 2010
- Le Grand Joseph, édition Thierry Magnier, collection Roman, 2010
- Victor Hugo et la Fille aux cheveux d'or, roman, éd. Oskar, 2011
- Le Garçon sans visage, roman, édition Oskar, 2012
- Aimy et Rose ou la Forêt aux trois chemins, édition du Jasmin, 2014
- Le Voyage de Fatimzahra, édition Flammarion, collection Castor Poche, 2015
- Le Talisman des étoiles, roman, édition Oskar, 2016
- Frères d’exil, édition Flammarion, 2016
- Les Animaux de l’arche, éditions Grasset jeunesse 2017
- Petits contes de sagesse au pays de Wardé, éditions Flammarion, Père Castor, 2021
- Le Chant de Loon, éditions Flammarion jeunesse, 2021
- La maison des mots perdus, éditions Flammarion jeunesse. 2023

## Prix et distinctions
- Prix Chronos, pour Des grands-parents magiques, 2006
- Prix Dimoitou, 2010[7], pour Le Grand Joseph, éditions Thierry Magnier, 2010
- Prix Handi-livres 2020, catégorie coup de cœur pour La petite femme du Père-Noël, 2017, éditions Oskar.